# Luis León Sánchez
Luis León Sánchez Gil (* 24. November 1983 in Murcia) ist ein ehemaliger spanischer Radrennfahrer.

## Sportliche Karriere
Nachdem er mehrere Medaillen bei den spanischen Meisterschaften in der Klasse der Junioren errungen hatte, begann die Internationale Karriere von Luis Leon Sánchez im Jahr 2004 bei der Liberty Seguros Mannschaft, für die er 2003 bereits als Stagiaire fuhr. In seiner ersten Saison gewann er ein Einzelzeitfahren der Clásica Alcobendas und siegte kurz darauf in einem Straßenrennen der Asturien-Rundfahrt. Im Jahr 2005 gewann er eine Etappe und die Gesamtwertung der Tour Down Under und bestritt nach einem weiteren Etappensieg bei der Clásica Alcobendas seine erste Tour de France, die er auf dem 108. Gesamtrang beendete.
Im Jahr 2007 wechselte Sánchez zur Caisse d’Epargne Mannschaft und feierte bei Paris–Nizza seinen ersten Etappensieg in der UCI ProTour, nachdem er im Jahr zuvor bereits die Nachwuchswertung für sich entschieden hatte. Mit dem dritten Gesamtrang zeigte er zudem mit seinen Qualitäten als Gesamtklassement-Fahrer auf. Im Jahr 2008 wurde er ein weiteres Mal Etappensieger der Fernfahrt und sicherte sich einige Monate später im Zeitfahren seinen ersten nationalen Meistertitel.
Weiters feierte Sánchez im Jahr seinen ersten von insgesamt vier Etappensiegen bei der Tour de France. 2008 sicherte er sich den Sieg der 7. Etappe in Aurillac. Bei der Tour de France 2009 setzte er sich auf der 8. Etappe von Andorra nach Saint-Girons im Schlusssprint gegen Sandy Casar durch und entschied die Etappe für sich. 2011 gelang Sánchez auf der 9. Etappe nach Saint-Flour sein dritter Tageserfolg bei der Tour de France. Er konnte sich aus einer Fluchtgruppe heraus im Ziel erneut gegen Sandy Casar und Thomas Voeckler durchsetzen. 2012 entschied er die 7. Etappe für sich.
In seinen letzten beiden Jahren für die Caisse d’Epargne Mannschaft gewann er nach der Mittelmeer-Rundfahrt die Gesamtwertung von Paris–Nizza 2009. Im Jahr darauf sicherte er sich den Circuit Cycliste Sarthe und wurde sowohl bei der Tour de France 2010 als auch bei der Vuelta a España 2010 neunter im Gesamtklassement. Zudem feierte er Etappensiege bei der Tour du Haut Var, Baskenland-Rundfahrt, Tour Down Under und Algarve-Rundfahrt und gewann mit der Clásica San Sebastián im Jahr 2010 das größte spanische Eintagesrennen.

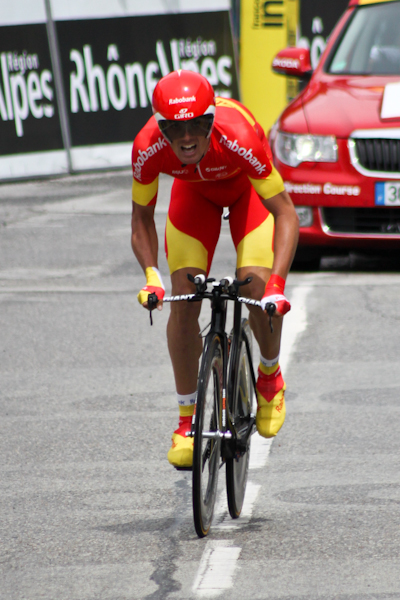
Luis León Sanchez im Trikot des spanischen Meisters beimCritérium du Dauphiné 2011

Zwischen den Jahren 2011 und 2013 startete Sánchez für das niederländische Rabobank Cycling Team, das später unter den Namen Blanco Pro Cycling Team und Belkin-Pro Cycling Team fuhr. Im Gesamtklassement konnte der Spanier nicht an seine früheren Leistungen anschließen, gewann jedoch die oben erwähnten zwei Tour de France Etappen. Weiters feierte er weitere Etappensiege bei Paris–Nizza, sowie der Vuelta a Castilla y León, Tour de Romandie, Belgien-Rundfahrt und Tour de l’Ain. Im Jahr 2012 triumphierte er zudem ein zweites Mal bei der Clásica San Sebastián.
Das Jahr 2014 bestritt Sánchez bei der Caja Rural-Seguros RGA Mannschaft und konnte somit nicht an allen Rennen der UCI WorldTour teilnehmen. Nach einem Etappensieg bei der La Tropicale Amissa Bongo und der Vuelta a Castilla y León, erhielt seine neue Mannschaft eine Wildcard für die Vuelta a España, wo er die Bergwertung gewann.
Nach nur einem Jahr wechselte Luis Léon Sánchez zum kasachischen UCI WorldTeam Astana Pro Cycling. In den nachfolgenden Jahren gewann er Etappen der Algarve-Rundfahrt, Baskenland-Rundfahrt, Tour of the Alps, Tour of Almaty, Murcia-Rundfahrt und Tour de Suisse. Mit dem Gran Premio Bruno Beghelli 2017, Murcia-Rundfahrt 2018 und der Prueba Villafranca de Ordizia 2021 siegte er zudem bei drei Eintagesrennen. Bei der Murcia-Rundfahrt des Jahres 2019, die als Etappenrennen ausgetragen wurde, sicherte er sich zudem seinen letzten Sieg in der Gesamtwertung.
Nachdem er die Saison 2022 sieglos für die Bahrain Victorious Mannschaft bestritten hatte, fuhr er seine letzte Saison erneut für das Astana Qazaqstan Team, wo er am zweiten Ruhetag der Vuelta a España 2023 sein Karriereende mit Ablauf der Saison bekannt gab. In seiner 20-jährigen Karriere als Profi bestritt Luis Léon Sánchez 31 Grand Tours und stand sowohl bei der Tour de France als auch beim Giro d’Italia und der Vuelta a España am Start. Er wurde einmal spanischer Meister im Straßenrennen und gewann den nationalen Titel im Zeitfahren vier Mal. Bei den Olympischen Spielen in London vertrat er die spanische Nationalmannschaft und holte im Jahr 2015 Gold bei den European Games in Baku.

## Doping-Gerüchte
Sánchez wurde von spanischen Medien verschiedentlich mit dem Dopingskandal Fuentes in Verbindung gebracht, bestritt jedoch jeglichen Kontakt mit Fuentes. In der Folge musste Sánchez zugeben, im Jahre 2007 mit dem ebenfalls umstrittenen Michele Ferrari zusammengearbeitet zu haben. Er bestritt jedoch, dass in diesem Zusammenhang Doping eine Rolle gespielt habe. Nachdem im Januar 2013 die niederländische Zeitung NRC Handelsblad detailliert von Sanchez’ Verbindungen zu Fuentes berichtete, wurde er vorübergehend bis zum Mai von seinem Belkin-Pro Cycling Team suspendiert. Diese Suspendierung wurde aufgehoben, da nach Angaben des Teams keine Hinweise auf Verbindungen zu Fuentes gegeben seien. Gleichwohl wurde Sanchez im Oktober 2013 aus seinem bis 2015 laufenden Vertrag herausgekauft, was durch einen Teamsprecher wie folgt begründet wurde: „Sein Name taucht in zu vielen Fällen auf.“

## Sonstiges
Luis León Sánchez Gil ist ein älterer Bruder des Fußballspielers Pedro León. Ein weiterer Bruder der beiden, León Sánchez Gil, ein ehemaliger Radsportler, kam am 30. Oktober 2005 bei einem Unfall mit einem Quad ums Leben. Seitdem widmen beide Sportler ihre Siege bzw. Tore dem verstorbenen Bruder.

## Erfolge
2004
- eine Etappe Clásica Alcobendas
- eine Etappe Vuelta a Asturias

2005
- Gesamtwertung und eine Etappe Tour Down Under
- eine Etappe Clásica Alcobendas

2007
- eine Etappe Paris–Nizza

2008
- eine Etappe Paris–Nizza
- Spanischer Meister – Einzelzeitfahren
- eine Etappe Tour de France

2009
- Gesamtwertung und Mannschaftszeitfahren Mittelmeer-Rundfahrt
- eine Etappe Tour du Haut-Var
- Gesamtwertung und eine Etappe Paris–Nizza
- eine Etappe Baskenland-Rundfahrt
- eine Etappe Tour de France

2010
- eine Etappe Tour Down Under
- eine Etappe Volta ao Algarve
- Gesamtwertung und eine Etappe Circuit Cycliste Sarthe
- Spanischer Meister – Einzelzeitfahren
- Clásica San Sebastián

2011
- Spanischer Meister – Einzelzeitfahren
- eine Etappe Tour de France

2012
- eine Etappe Paris–Nizza
- eine Etappe Vuelta a Castilla y León
- zwei Etappen Tour de Romandie
- eine Etappe Tour de France
- Spanischer Meister – Einzelzeitfahren
- Clásica San Sebastián

2013
- eine Etappe Belgien-Rundfahrt
- eine Etappe Tour de l’Ain

2014
- eine Etappe La Tropicale Amissa Bongo Ondimba
- eine Etappe Vuelta a Castilla y León
- Bergwertung Vuelta a España

2015
- Mannschaftszeitfahren Burgos-Rundfahrt

2016
- eine Etappe Volta ao Algarve
- eine Etappe Baskenland-Rundfahrt

2017
- Gran Premio Beghelli

2018
- Vuelta a Murcia
- eine Etappe Tour of the Alps
- eine Etappe Tour of Almaty

2019
- Gesamtwertung, Punktewertung und eine Etappe Vuelta a Murcia
- eine Etappe Tour de Suisse
- Mannschaftszeitfahren Vuelta a España

2020
- eine Etappe Murcia-Rundfahrt
- Spanischer Meister – Straßenrennen

2021
- Prueba Villafranca de Ordizia

## Grand Tours-Platzierungen
| Grand Tour            | 2005 | 2006 | 2007 | 2008 | 2009 | 2010 | 2011 | 2012 | 2013 | 2014 | 2015 | 2016 | 2017 | 2018 | 2019 | 2020 | 2021 | 2022 | 2023 |
| --------------------- | ---- | ---- | ---- | ---- | ---- | ---- | ---- | ---- | ---- | ---- | ---- | ---- | ---- | ---- | ---- | ---- | ---- | ---- | ---- |
| Giro d’ItaliaGiro     | –    | –    | –    | –    | –    | –    | –    | –    | –    | –    | 35   | –    | 43   | 25   | –    | –    | 33   | –    | 24   |
| Tour de FranceTour    | 108  | –    | –    | 62   | 26   | 10   | 57   | 64   | –    | –    | –    | 48   | –    | DNF  | DNF  | 32   | –    | 13   | DNF  |
| Vuelta a EspañaVuelta | –    | DNF  | 72   | –    | –    | 9    | 53   | –    | DNF  | 56   | 33   | 26   | 32   | –    | 23   | DNF  | DNF  | 16   | 61   |